# Metal Hurlant
Metal Hurlant je magazin koji 1975. godine započinje izdavati francuska izdavačka kuća Les Humanoides Associes. Označava prekretnicu svijetu strip-umjetnosti, koji je do tada, uz rijetke iznimke, predstavljao više manje plošan i neinventivan medij. 
Upotreba filmskih tehnika kadriranja, razbijanje okvira strip kvadrata, hrabar i do tada neviđen izbor tema, bili su potezi kojima je autorska skupina zvana Bande desinee utjecala na novi val stripovskih stvaralaca.
Pokretači i autori Metal Hurlanta bili su Jean Giraud, znan i kao Moebius, 
Phillippe Druillet, Jean-Pierre Dionnet, Farkas i drugi.
Izdanje za englesko govorno područje, zvano Heavy Metal, proširilo je utjecaj francuskih strip-majstora širom svijeta